# Сталинская школа фальсификаций
«Сталинская школа фальсификаций: Поправки и дополнения к литературе эпигонов» — книга Льва Троцкого, написанная в 1931 году. Представляет собой сборник аутентичных документов 1917—1927 годов, собранный автором в попытке противостоять переписыванию исторических событий — прежде всего, связанных с Октябрьской революцией — начавшемуся в Советском Союзе в 1920-е годы. Была переведена на несколько языков; впервые издана в СССР в 1990 году, хотя высказанные в ней положения использовались советскими авторами и ранее, без ссылки на источник. Заголовок книги использовался многими историками для обозначения состояния советской историографии в 1930-е и последующие годы.

## Описание и история
Книга состоит из ряда подлинных исторических документов, а также — трёх неопубликованных речей Льва Троцкого и его, так называемого, «письма в Истпарт», самого по себе весьма объёмного. Работа под сбором и подготовкой к публикации была закончена Троцким в 1931 году — во время его вынужденной эмиграции в Турцию (авторское предисловие отмечено тринадцатым сентября). Работа вышла в русскоязычном издательстве «Гранит», расположенном в Берлине, в 1932 году — в том же году появился и её немецкий перевод. Незадолго до этого Троцкий опубликовал  автобиографию «Моя жизнь», ставшую бестселлером, и продолжал усиленно работать над книгой «История русской революции». Но «бурные события», происходившие в те годы в СССР, заставили его отвлечься от своего исторического труда и переключиться на публикацию документов периода революционных событий 1917 года.

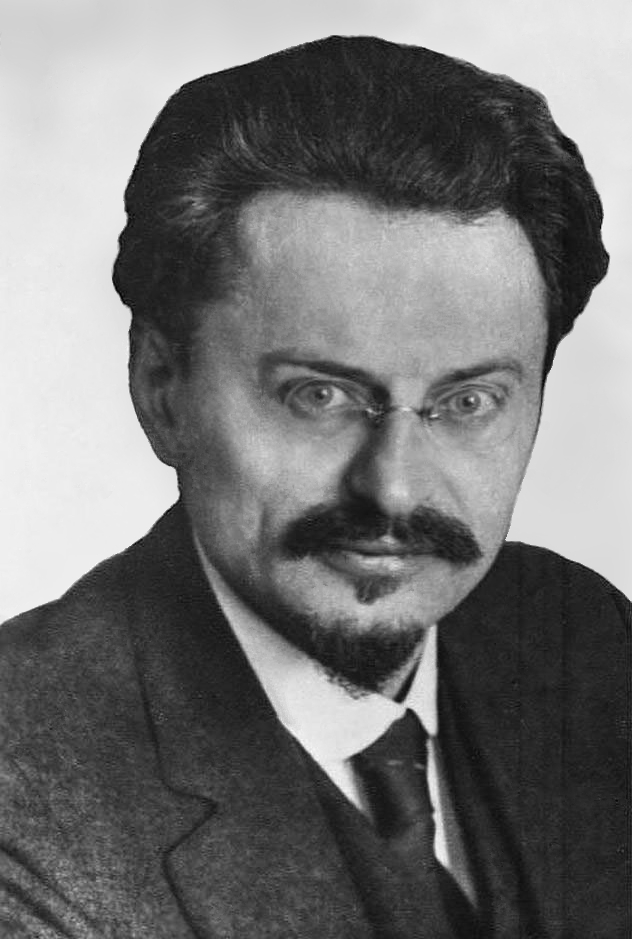
Лев Троцкий около 1929 года

К тому моменту советская власть успела изъять у граждан и централизовать основной массив документов, связанных с Октябрьской революцией, открыв тем самым «безграничные возможности» для фальсификации истории. В результате данной «операции», в Советском Союзе стали одна за одной появляться публикации, в которых искажалась как хронология революционных событий, так и состав их участников. При этом, многие действующие лица получали «тенденциозные характеристики», а их суждения и действия дискредитировались.
Этот «примитивизм и упрощенчество» и стали основной причиной подготовки Троцким опровержения, общий план которого был составлен им ещё на территории советского консульства в Константинополе, где он проживал сразу после изгнания. Непосредственным же поводом для публикации стал 50-летний юбилей Иосифа Сталина, вылившийся в «шумную политическую компанию» прославления его роли в 1917 году: в частности, тогда были опубликованы статьи «Политическая биография Сталина» и «Сталин и Красная Армия». Самому Троцкому в этой истории отводилась роль врага — оппозиционера и вольнодумца. Собственно, ответные статьи Троцкого и его сына — Льва Седова — и стали началом попытки разоблачить складывающийся вокруг Сталина культ. Кроме того, Троцкий хотел внести вклад в начавшееся в тот период обсуждение его персональной роли в событиях октября 1917 года: для этого он проводил прямое сравнение слов большевистских лидеров, Сталина в частности, сказанных ими в 1918 году, с тем, что они же стали говорить и писать позднее.

## Критика

### Первоисточники
Валентина Вилкова и Альберт Ненароков, участвовавшие в подготовке первого в СССР репринтного издания книги, в своём «Послесловии» 1990 года обращали внимание на близость данной работы к традиционным академическим сборникам документальных материалов, её «документальную насыщенность» — причём часть ключевых первоисточников о событиях 1917 года не была к тому моменту введена в советский научный оборот. Это в особенности относилось к «Протоколу Всероссийского (мартовского) совещания партийных работников» и «Протоколу Петроградского комитета большевиков от 1 (14) ноября», освещавшим политические позиции Сталина, Ленина и Троцкого в непривычном для СССР свете, и который «скрывался от советского читателя» многие десятилетия.
Отмечая «источниковедческую ценность» книги, Вилкова и Ненароков видели на её страницах и «личные переживания» бывшего наркома — «горечь [его] поражения» — которые привносили в суждения автора жёсткость и резкость. Не осталось ими незамеченным и частое апеллирование Льва Давидовича к ленинским документам начала 1920-х годов — его попытка подчеркнуть общность взглядов двух организаторов Октябрьской революции. Историки также отмечали «щепетильность» Троцкого в отношении всех документов и использование им работ Ленина, не вошедших в официальные советские собрания сочинений — зачастую, попросту «выброшенных» при подготовке к печати юбилейных сборников (в 1990 году предполагалось включить их в будущие ленинские сборники). Вилкова и Ненароков обнаружили в книге «недостаточную самокритичность» Троцкого в оценке ряда собственных взглядов и действий — «односторонность и тенденциозность» некоторых из его трактовок революционных и пост-революционных событий 1917—1927 годов.
Американский журналист и писатель Юджин Лайонс, назвавший в 1937 году свой обзор двух книг Троцкого по истории революции «Не место для коммунистов», утверждал, что СССР стал зоной, смертельно опасной для коммунистов и разделяющих их идеи — причём, возможно, более опасной, чем фашистская Италия или нацистская Германия. Несмотря на сохранение ленинских «ярлыков», Советский Союз превратился — по его мнению, основанному в частности на первоисточниках из работы Троцкого — во «враждебно антикоммунистическое» государство.

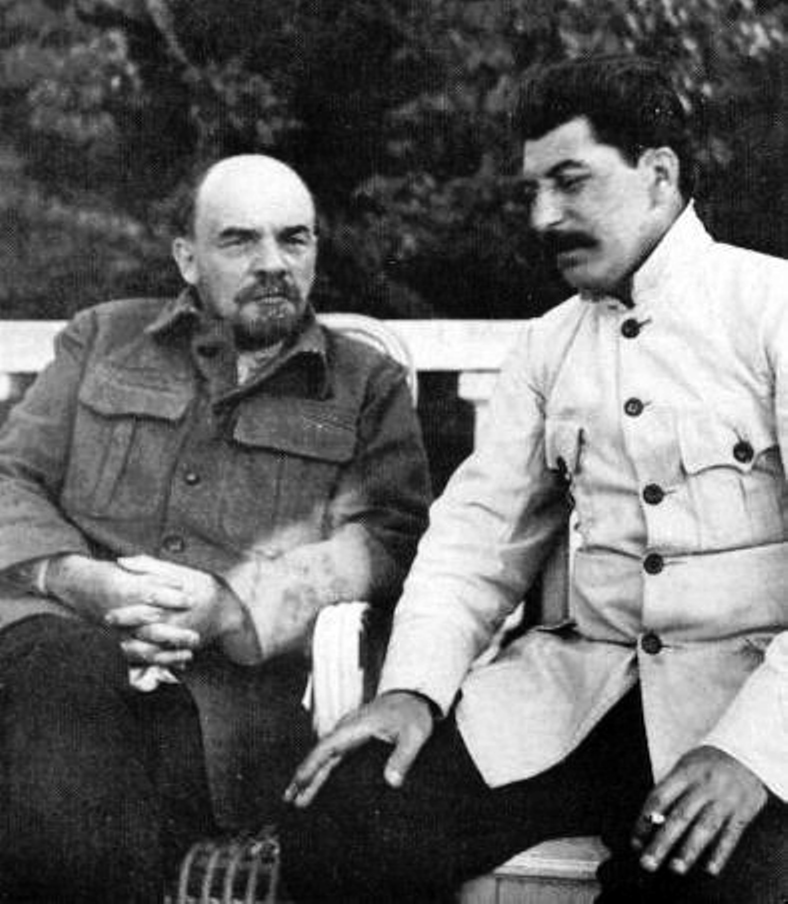
Ленин и Сталин в Горках (1922)

### Троцкий, Ленин и Сталин в 1917 году
|  | Опровержение лжи и искажений, распространённых сталинской диктатурой, о революционных достижениях Троцкого, которое автор подтверждает множеством документов. |

По мнению авторов четырёхтомной биографии Троцкого Юрия Фельштинского и Георгия Чернявского, книга позволяла «получить более сбалансированное представление» о важнейших вопросах, связанных с октябрьскими событиями 1917 года. В частности, из опубликованных материалов становились ясны разногласия, существовавшие в большевистском руководстве — между вернувшимся из многолетней эмиграции Лениным и частью российской партийной элиты (Сталиным, Каменевым и другими). Кроме того, из приведённых материалов становилось понятно, что уже в день своего первого (после Февральской революции) появления в Петрограде, Троцкий произносил речи «в основном в духе позиции Ленина». Биографы также добавляли, что Троцкому не удалось полностью завершить свою «обширную издательскую программу», частью которой являлась данная книга.
Философ Вадим Роговин обращал внимание на ту часть книги, в который приводится письменное свидетельство Карла Радека о сговоре Каменева, Зиновьева и Сталина с целью отстранение Троцкого от руководства партией — с этой целью ими было «изобретёно» такое понятие как «троцкизм». Биограф Троцкого Исаак Дойчер отзывался о книге как о «коллекции документов, запрещённых в Советском Союзе», подготовленной бывшим наркомом в первые месяцы своей заграничной ссылки.
Советско-российский биограф Троцкого, генерал Дмитрий Волкогонов считал данную работу «весьма убедительной» иллюстрацией «переделки» недавней истории, происходившей в СССР в 1920—1930-е годы: обвинения Троцкого основаны на множестве документов и аутентичных материалов. Бывший нарком напрямую называл имена «перелицовщиков»: это Сталин, Зиновьев, Бухарин, Ярославский, Ольминский и Луначарский. Генерал Волкогонов также отмечал попытку Троцкого разъяснить свою позицию по поводу Брест-Литовских переговоров и последовавшего за ними мира с Германией — мира, ставшего одним из основных аргументов в кампании по дискредитации бывшего главы Красной Армии, целью которой было возвышение исторической роли Сталина в 1918 году. Советские исследователи, критиковавшие позицию Троцкого в данном вопросе, зачастую не имели доступа к критикуемым ими документам (вплоть до 1990 года).

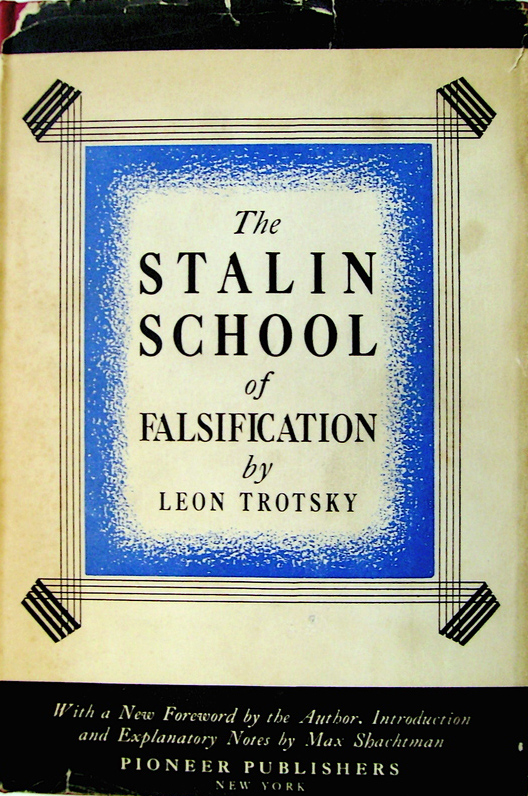
Обложка американского издания (1937)

Автор биографии Троцкого Ян Тэтчер ставил «Сталинскую школу» в один ряд с автобиографией наркома и его «Историей русской революции» — утверждая, что все три произведения фокусируют внимание читателя на постепенном «схождении» взглядов Ленина и Троцкого в период Первой мировой войны.
Исследователь советской историографии из Королевского колледжа Кембриджского университета Джон Барбер отмечал в 1976 году, что данной работой Троцкий «атаковал» также и советский Институт Ленина, а кроме того — и Комиссию по истории Октябрьской революции и РКП(б). Американский историк Клейтон Блэк, исследовавший историю Путиловского завода в первые годы советской власти, утверждал, что в книге Троцкий также защищал себя и от обвинений Алексея Рыкова, выдвинутых в 1927 году и заключавшихся в том, что Троцкому принадлежала идея закрытия завода — хотя сам Рыков вынес этот вопрос на заседание политбюро.

## Влияние на другие работы
Историки Вилкова и Ненароков отмечали, что многие факты и документы — наряду с некоторыми «оценочными положениями», содержавшимися в книге Троцкого — широко использовались как специалистами и учёными, так и публицистами в СССР. При этом, как правило, без ссылки на источник и без указания имени автора — являвшегося, согласно официальной советской историографии, «злейшим врагом социализма» и потому не достойным «элементарного уважения».
Академик Павел Волобуев использовал название книги Троцкого для обозначения совокупности причин, по которым — несмотря на многие десятилетия исследований и огромное количество написанных работ — история Октябрьской революции не являлась, по состоянию на 1992 год, ни «научной», ни «правдивой». В то же время, в ведущих западных исторических журналах ссылки на работу Троцкого к тому моменту стали массовым явлением: заголовок книги использовался многими авторами для обозначения состояния советской историографии как в 1930-е, так и в последующие годы, а также — для описания тех «атак», которым подвергался сам бывший нарком со стороны Сталина и его сторонников. Причём, даже некоторые современные биографии Льва Давидовича «удостаиваются» подобной оценки. Историк Александр Панцов также использовал аналогичный заголовок для своей статьи, содержавшей критику исторических работ генерала Дмитрия Волкогонова и Николая Васецкого.
Почти сразу после издания в СССР «Сталинской школы…» в печати стали появляться статьи советских — а затем и российских — историков, цитировавших документы, представленные революционером.

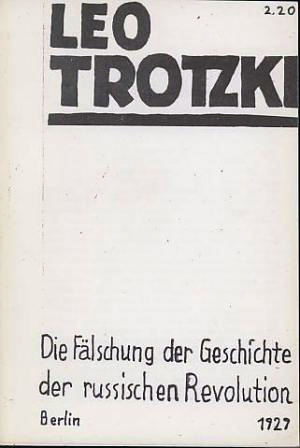
Обложка немецкого издания (1929—1930)

## Переиздания и переводы
К 1989 году книга была переведена на английский (англ. The Stalin school of falsification, 1937), немецкий (под заголовком нем. Die Fälschung der Geschichte der Russischen Revolution) и японский языки. В 1989 году «Сталинская школа» была опубликована на английском в Индии, в составе юбилейной серии из восьми работ Троцкого в связи с пятидесятилетием образования Четвёртого Интернационала.
В 1989—1990 году книга, двухсоттысячным тиражом, легально вышла в СССР в издательстве «Наука»: публикации отдельного тома предшествовал выход журнальной версии данной работы Троцкого, состоявшийся на страницах журналов «Вопросы истории» (номера с седьмого по девятый, по другим данным — номера с седьмого по десятый, а также, двенадцатый) и «Коммунист». При этом, наряду с «Новым курсом», именно «острейшая» «Сталинская школа…» стала первой за 62 года официально изданной в СССР работой бывшего наркома. И в XXI веке новым переизданиям книги уделяет внимание социалистическая пресса.

## Текст книги
- Текст книги на русском языке
- Текст книги на английском языке